# おだいばZ会
おだいばZ会（おだいばゼットかい）は、フジテレビのバラエティ番組、『とぶくすりZ』内において結成された、レギュラー出演者とスタッフのグループのことであり、『めちゃ2モテたいッ!』を経て、『めちゃ2イケてるッ!』でも使用されていた。『めちゃイケメンバー』などと呼ばれることが多い。

## 概要
「おだいばZ会」というネーミングには、フジテレビ本社がお台場に移転する頃には天下を取る（当時のフジテレビ本社は河田町にあった）ことと、大手通信教育会社のZ会のように常に自分達を自己採点しながら進んでいく、という志がこめられている。
『はねるのトびら』内の「波8組」・「跳扉組」もほぼ同じスタッフが共通している。

## メンバー
当初
- 岡村隆史（ナインティナイン）-キャプテン
- 矢部浩之（ナインティナイン）-リーダー
- 濱口優（よゐこ）
- 有野晋哉（よゐこ）
- 加藤浩次（極楽とんぼ）
- 山本圭壱（極楽とんぼ）- 2006年7月より本人の不祥事で脱退したが2018年1月より復帰。だが後の放送で矢部が「メンバー復帰とは一言も言ってない」と発言しているため、曖昧ではある。エンディングのスタッフロールでも「おだいばZ会」とは別枠で表示されている。その後2018年3月3日放送分よりスタッフロールでも「おだいばZ会」として扱われるようになった。ただし降板前は山本・加藤と表示されていたクレジットが加藤・山本と上下逆になっている。
- 光浦靖子（オアシズ）

1993年10月加入
- 武田真治

1995年10月加入
- 鈴木紗理奈
- 雛形あきこ

2000年10月加入
- 大久保佳代子（オアシズ）

2010年11月加入
- 後藤淳平（ジャルジャル）
- 福徳秀介（ジャルジャル）
- 白鳥久美子（たんぽぽ）
- 川村エミコ（たんぽぽ）
- 敦士
- 重盛さと美

元メンバー
- 本田みずほ - 1995年3月まで。
- 三中元克 - 2010年11月から2016年2月まで。(2016年2月27日の生放送でのデータ放送の投票で番組降板。それと同時に離脱。)

## 関連書籍
- めちゃイケpM8編集プロジェクト（監修・片岡飛鳥）『めちゃイケ大百科事典ENCYCLOPEDIA（エンサイクロペディア）』フジテレビ出版、2001年、ISBN 4-594-03074-2。